# Indische slangenhalsvogel
De Indische slangenhalsvogel (Anhinga melanogaster) is een vogel uit de orde van de Suliformes en de familie van de slangenhalsvogels. Het is een visetende vogel van zoet en brak water.

## Beschrijving
De Indische slangenhalsvogel is 91 cm lang en 1 tot 2 kg zwaar. Slangehalsvogels lijken op aalscholvers maar ze verschillen daarvan door hun smalle scherpe snavel, een lange, reigerachtige nek, een ander verenkleed en een langere staart. Het mannetje van de Indische slangenhalsvogel is een donker gekleurde vogel met een kastanje kleurige nek waardoor in de lengte een witte streep loopt die eindigt in een witte vlek rond het oog. Onvolwassen vogels en het vrouwtje zijn meer grijs gekleurd en hebben een witte borst en buik.

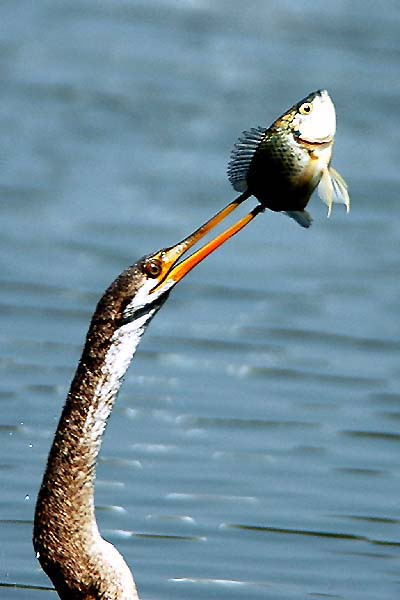
Slangenhals vogel met gespietste vis

In de vorige eeuw werden de Afrikaanse slangenhalsvogel (A. rufa) en de Australische slangenhalsvogel (A. novaehollandiae) nog als ondersoorten beschouw van deze Indische slangenhalsvogel.

## Verspreiding en leefgebied
De Indische slangenhalsvogel leeft in het Indische subcontinent, Zuidoost-Azië en Nieuw-Guinea. De vogels leven in de buurt van zoet en brak water, moerasgebieden en meren. Zij zitten graag op in het water gevallen boomstammen.

## Status
De Indische slangenhalsvogel heeft een groot verspreidingsgebied. Bijna overal, behalve in beschermde gebieden, neemt de vogel in aantal af door habitatvernietiging, watervervuiling, jacht en het verzamelen van eieren en nestjongen. De grootte van de populatie wordt geschat 33.000 individuen. Het tempo van achteruitgang ligt boven de 30% in tien jaar (3,5% per jaar). Daarom staat deze slangenhalsvogel als gevoelig op de Rode Lijst van de IUCN.